# Софі Аллен
Софі Аллен (англ. Sophie Allen, 21 березня 1992) — британська плавчиня.
Учасниця Олімпійських Ігор 2012 року.
Призерка Чемпіонату Європи з водних видів спорту 2012 року.